# Torre Santa Cesarea
Torre Santa Cesarea, o Torre del Belvedere, è una torre costiera situata nel comune di Santa Cesarea Terme in provincia di Lecce. 

## Descrizione
La Torre Santa Cesarea, che domina la collina sopra l'abitato, è una delle tante torri sparse lungo la costa salentina costruite per difendere il Salento dai possibili attacchi nemici via mare. Comunica visivamente a nord con la Torre Specchia di Guardia e a sud con la Torre Miggiano.
Sorge a 90 m s.l.m. ed è completamente immersa in una vegetazione boschiva costituita da piante ad alto e medio fusto di pini, lecci, olivastri ed un sottobosco con essenze tipiche della macchia mediterranea, la cui piantumazione risale ai primi decenni del secolo passato. Come testimoniano anche foto e cartoline d'epoca, in precedenza la collina era brulla e la torre era visibile da qualunque posto di osservazione, come del resto richiedeva la sua funzione originaria.
La torre ha una forma circolare, leggermente scarpata, con un'altezza di circa 8 metri. È realizzata con pietrame irregolare e presenta una piccola finestra quadrata.

## Storia

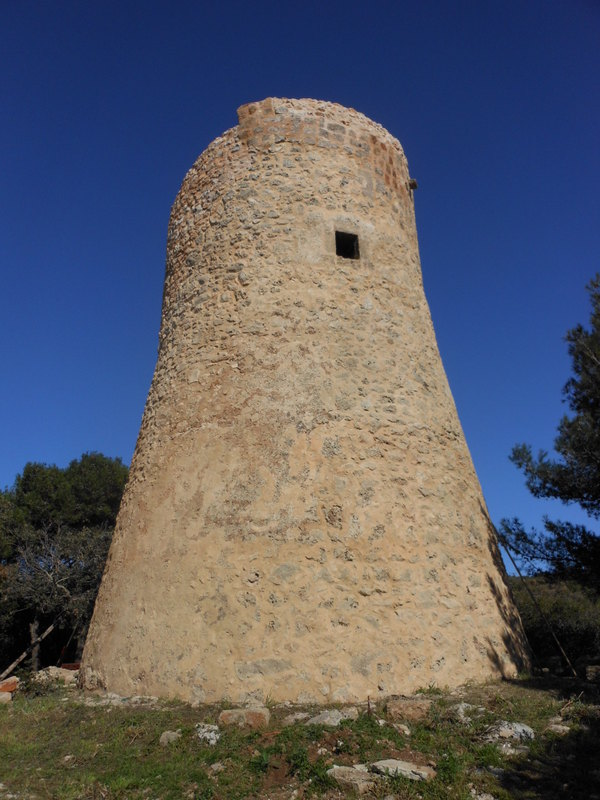
Torre Santa Cesarea dopo il restauro avvenuto nel 2014

La torre di avvistamento venne costruita nel XVI secolo per volere di Carlo V, insieme alle altre torri costiere che servivano da vedetta contro le possibili incursioni dei Saraceni via mare: in contatto visivo le une con le altre potevano facilmente comunicare e dare l'allarme tramite segnali ottici.
Tra il 2012 e il 2014 si è provveduto al restauro conservativo della torre, resosi necessario a causa delle condizioni precarie in cui versava, dovute principalmente a fattori legati ad agenti atmosferici. Gli interventi di recupero architettonico e statico della struttura hanno consentito la salvaguardia della torre nella sua configurazione originaria quasi completa e dei due locali circostanti.